# Microplax interrupta
Espèce
Microplax interrupta est une espèce d'insectes du sous-ordre des hétéroptères (punaises) de la famille des Oxycarenidae.

## Description
Elle se distingue des autres Microplax par des membranes dont la partie postérieure à l'apex de la corie n'est pas plus longue que la corie (contrairement à M. plagiata et à M. carmini), une membrane sans tache sombre délimitée (contrairement à M. fasciata), le premier article des antennes atteignant au plus l'apex du clypeus (contrairement à M. obscuripennis, aujourd'hui dans le genre Urvaschia), pas de ligne de taches entre les nervures des hémélytres (contrairement à M. albofasciata), et les cories entièrement pâles (contrairement à M. limbata et M. montana).
Cette punaise au corps allongé, a la tête, le thorax et le scutellum noirs, et le reste du corps plus clair. La tête est aussi longue que large, rétrécie en arc convexe en arrière des yeux. Les antennes sont brun-noir, avec le deuxième article jaunâtre, parfois assombri à l'apex. Les buccules (renflements à la base du rostre) sont courtes. Les hémélytres sont claires avec les nervures assombries sur les membranes, le clavus jaunâtre avec des rangées d'aréoles. Une pubescence claire et dense, aux poils aussi longs que les 2/3 du 1er article des antennes, recouvre le dessus de la tête, le pronotum et le scutellum, alors que le clavus et la corie sont glabres. Les fémurs sont bruns, les antérieurs avec une petite dent au dernier tiers, les tibias sont jaunâtres et les tarses ont l'apex brun. Elles mesurent de 3 à 3,6 mm, les mâles un peu plus petits que les femelles.

## Répartition et habitat
Cette espèce a une répartition turanico-méditerranéenne (sud-ouest et centre paléarctique), présente des îles Canaries et de Madère, à travers l'Europe de l'Ouest, les Balkans, le Proche-Orient, le Caucase, l'Iran et jusqu'à l'Inde, au Kirghizstan, et en République de Touva (Sibérie) et au Pamir, ainsi qu'en Afrique du Nord et dans certaines îles de la Méditerranée (Corse, Chypre). Au Nord, on la rencontre jusqu'au 53e parallèle,.
En France, on la rencontre dans le Midi et le Mercantour.
Elle affectionne les lieux secs, sableux ou pierreux.

## Biologie
On la rencontre surtout Asteraceae, par exemple sur Helichrysum, Tanacetum, Gnaphalium, Filago, Achillea. Elle a également été signalée sur Crassulaceae (sur Sedum) et sur Thymus (Lamiaceae).
Elle hiverne à l'état adulte, dans la couche superficielle du sable, et parmi les débris végétaux proche des plantes nourricières. En Ukraine, la ponte a lieu entre la fin mai et la mi-août. La femelle insère les œufs dans les capitules des plantes-hôtes.

## Systématique
Cette espèce a été décrite par l'entomologiste tchèque Franz Xaver Fieber en 1837, sous le nom (basionyme) d'Oxycarenus interrupta. Il la déplacera lui-même dans le genre Microplax qui crée en 1860.